# Tom Wamukota
Tom Bush Wamukota (Bungoma, 28 settembre 1993) è un cestista keniota.

## Carriera
Con il Kenya ha disputato i Campionati africani del 2021.